# Prieuré Saint-Martin de Mesvres
Le prieuré Saint-Martin de Mesvres, est un édifice religieux bénédictin attesté au IXe siècle au diocèse d'Autun. Aujourd'hui propriété de M. Dominique Labonde, président de l'association  Les amis du prieuré de Mesvres qui œuvre à sa préservation. Propriété privée, visites lors des journées du Patrimoine et des Fêtes organisées par l'association.

## Situation
Le prieuré est situé dans la vallée du Mesvrin, au fond de l'impasse éponyme au bord du Mesvrin sur la commune de Mesvres dans le département de Saône-et-Loire on y accède depuis Autun, distant de 14 km par la D.46, route touristique en passant par Guenand. Depuis Étang-sur-Arroux, distant de 4 km par la D.61 en direction du Creusot

## Historique
On ignore la date exacte de sa fondation, mais la première mention dont nous ayons connaissance est un diplôme de Charles le Chauve, daté de 843, confirmant l'autorité de l'église d'Autun sur celui-ci. Son origine est bien antérieure à cette date et se confond avec celle d'Autun. À cet emplacement se trouvait un temple, peut être consacré au dieu Mars. La tradition rapporte que saint Martin à son arrivée aurait détruit le temple pour y édifier une église chrétienne.
En 994, Gautier Ier ou  Walterus, évêque d'Autun, cède le prieuré à Odilon, abbé de Cluny, et il restera dans son obédience jusqu'à La Révolution.
Soumis à la visite selon la règle de Cluny, il le fut au XIIIe siècle en 1262, 1268, 1271 et 1294, puis au XIVe siècle en 1333
Le prieuré fut mis en commende en 1470, époque à partir de laquelle ses biens furent peu à peu aliénés.
C'est Claude de Toulongeon qui fait abattre le cloître pour en vendre les pierres entre 1625 et 1632. Le prieuré est visité par Cluny en 1678 puis le 3 mai 1697 par Dom Michon, Procureur Général de l'Ordre  et prieur claustral de Nanteuil, venant de Cluny.
En 1725, Jacques de Morey fait remettre les bâtiments en état, et les travaux seront achevés en 1740 avec la réouverture de l'église rendue au culte.
Depuis 2016, un programme de fouilles est conduit par Sylvie Balcon-Berry, maître de conférence à l’université Paris IV Sorbonne, à la suite de l’étude archéologique des élévations engagées depuis 2008 ; chaque année au mois d’août, le prieuré de Mesvres accueille des étudiants travaillant sous la direction de l’archéologue.

## Architecture

### Église priorale
L'église était magnifique. Composée d'une seule nef, et de deux chapelles, formant le double transept, d'une largeur d'environ 16 mètres, dont il ne reste que la partie Nord, ainsi que les murs Est, avec sur celui-ci le départ d'un arc sur un tailloir débordant avec filet, cavet et doucine, et à l'Ouest, d'une des deux chapelles latérales, dans l'angle Sud-Ouest, un arc bouché avec des claveaux biseautés. Un cartouche est visible sur l'imposte encore en place sous l'arc. Dans la partie Nord du transept on distingue des restes de d'ouvertures et de voûtes.
Au centre de la croisée, la voûte s'élevait à plus de 6 mètres, sous laquelle se trouvait un autel dédié à Notre-Dame. Au Nord se trouvait un autel dédié à saint Jean, ainsi que deux autres autels joignant les deux piliers qui y ont séparation du chœur et de la nef. Le chevet plat englobant une abside enchâssée dans un massif, est la partie la plus ancienne de l'édifice, fin IXe siècle, début Xe siècle
La nef était précédé d'un narthex que surmontait une tour carrée à trois niveaux, se dressant à 49 mètres, et servant de forteresse lors des différentes guerres et brigandages. Elle s'effondra en 1836. Sa partie basse formant un vestibule voûté qui servait jadis d'église paroissiale, et constituait de ce fait une avant-nef, par la suite le prieur en fit une de cave  Cette église fut en partie détruite avant la Révolution, et transformée en granges.
Le clocher, quant à lui, s'effondra le 24 décembre 1837.

### Cloître
Situé au sud de l'église priorale, c'est Claude de Toulongeon prieur, qui le fait abattre pour vendre les pierres.

### Bâtiments conventuels
Il ne subsiste plus que la grande bâtisse en L, « logis délabré, mais encore élégant, avec sa tour ronde d'escalier et sa porte extérieure encadrée d'un joli fronton courbe chargé de trois boules » (Raymond Oursel), qui formait autrefois le logement du prieur et celui des moines Il y reste des éléments architecturaux du XVIe siècle et, dans le bâtiment sud, des vestiges de peintures murales étudiées par Agathe Foullon.
Les dernières recherches archéologiques par prospection radar ont permis de prouver l'existence de douves autour du prieuré.

### Moulin
Sur un bief au bord du Mesvrin, il existe toujours, fut remanié pour servir d'habitation.

## Lapidaire
Un certain nombre de pièces trouvées dans le proche environnement du prieuré furent déposées au musée lapidaire d'Autun:
- Trois chapiteaux antiques en marbre blanc, utilisés dans la construction de la première église, et provenant d'une construction plus ancienne.
- Chapiteaux. L'un provient d'une propriété voisine du prieuré
- Un fragment de pilastre
- Pierres tombales

## Prieurs
Prieurs réguliers
- 935 v. - Raino, également prévôt de l'Abbaye Saint-Pierre de Flavigny-sur-Ozerain
- 955    - Milon, prévôt de Flavigny
- 968-972 - Gérard, prévôt de Flavigny
- 1311   - Guillaume
- 1344-1347  - Hugues Roger, oncle de Pierre Roger (pape), Abbé de Cluny de 1347 à 1350 sous le nom de Hugues VII, et cardinal. Son frère Pierre fut le pape Clément VI.
- 1357-1364  - Pierre Roger de Beaufort, dernier pape d'Avignon, sous le nom de Grégoire XI, qu'il quitte pour Rome en 1377

Prieurs commendataires 1470
- 1563-15.. - Antoine de La Fin,
- 1577-15.. - Pierre Dumoulin,
- 1601-16.. - Jean Coron
- 1616-16.. - Érard de Rochefort de Pluvault, doyen d'Autun et d'Auxerre, également Abbé de l'Abbaye Sainte-Marie-Madeleine de Vézelay, cité le 16 juin 1616
- v.1625-1632 - Claude de Toulongeon, abbé de l'Abbaye de Saint-Satur, prieur vers cette époque se retrouve en procès avec Melchior des Crots et François de Moroges, tous deux barons d'Uchon qui sont demandeurs en payement de rentes dues sur le prieuré[9]
- 1662-16.. - Louis Roger Dansse cité le 22 juin 1662
- 1677-1702   - Pierre de Morey, Docteur en Sorbonne, aumônier du roi, chanoine de la cathédrale d'Autun, abbé commendataire de la Bussière, Président au Présidial d'Autun, élu doyen du chapitre en 1734 et mort en 1736. Résignation au profit de son frère Jacques.
- 1702-17.. - Jacques de Morey, mort en 1759 chapelain de la Cathédrale Notre-Dame de Paris, prieur sur résignation de son frère Pierre.
- 1785-1789   - Marie-Joseph-Antoine-Laurent de La Rivoire de La Tourette (°15 septembre 1762 - †.1840), dernier prieur, il fut vicaire général de Reims en 1787, immigra, puis évêque de Valence

## Droits seigneuriaux
Le prieur avait droit de haute, moyenne et basse justice, droit de guet et de garde pour tous les habitants de Mesvres, et des environs, droit de banalité et bien d'autres comme le banvin, et le droit de créer des gardes champêtres

## Iconographie
- 1846 - Plan  et dessins de l'abbé  Jean-Sébastien Devoucoux (1804-1870)
- 2007 - Croquis et tableau de Michel Perraudin
- 2011 - Julien Labonde, entreprise 3D, numérisation en trois dimensions de l'ensemble des bâtiments du prieuré.